# Huntingtina
La huntingtina és una proteïna humana, essencial, que es troba expressada en tot el cos de l'ésser humà, però que principalment es troba al sistema nerviós central (a la zona del còrtex, el nucli estriat i l'hipocamp). Si el gen que la codifica (el Gen de Huntington) pateix certes mutacions, la huntingtina que en resulta és coneguda per ser la causant de la malaltia de Huntington (MH), una greu malaltia neurodegenerativa que afecta els ganglis basals del cervell. Les mutacions del Gen de Huntington que s'ha demostrat que tinguin relació amb l'aparició de la malaltia són les que causen una repetició excessiva de glutamines a l'inici de la proteïna, la també anomenada regió amino-terminal (N-terminal). Aquesta és l'única regió que s'ha aconseguit cristal·litzar fins ara i conseqüentment se'n té més informació, fet que ha facilitat l'estudi de les causes de la malaltia.

## Estructura
L'estructura de la huntingtina és difícil d'estudiar, ja que la seva cristal·lització, que en permet conèixer l'estructura secundària i la conformació en l'espai, no s'ha aconseguit fer amb resultats satisfactoris. Tot i això es coneix la seva seqüència i, segons els estudis realitzats fins al moment, la seva seqüència d'aminoàcids no presenta similituds significatives amb cap altra proteïna.

### Estructura primària
La seqüència que forma la huntingtina té 3.142 aminoàcids i té un pes d'aproximadament 347.603 Daltons. La seqüència completa de la huntingtina es pot trobar a la base de dades següent:

### Estructura secundària
Encara que l'estructura secundària de tota la proteïna es desconeix, se sap que té diverses cadenes capaces de formar hèlix α i diverses que poden formar làmines β. S'han trobat evidències, però, que la quantitat de làmines beta és alta i compactada en les proteïnes mutades.
La regió N-terminal de la huntingtina (que conté 449 aminoàcids) s'ha comprovat que conté aproximadament 21 hèlix α i 21 làmines β.

### Estructura terciària i quaternària

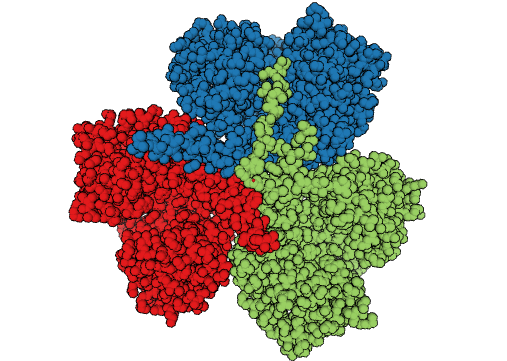
Regió aminoterminal de la Huntingtina amb les seves tres subunitats destacades

Degut a la impossibilitat de cristal·litzar la huntingtina, no es coneix amb detall la conformació en l'espai de la huntingtina.
L'estructura de la regió N-terminal però, sí que es coneix, així com la seva estructura quaternària i les seves respectives subunitats.

### Dominis i alteracions
La huntingtina presenta una sèrie de microdominis anomenats dominis repetidors HEAT. Aquests formen part dels dominis proteics solenoides, i hi ha estudis que suggereixen que els repetidors HEAT compleixen un paper important en el transport intracel·lular.
També es coneix que la huntingtina conté aminoàcids modificats. Bàsicament són serines fosforilades i lisines acetilades, la majoria d'elles abans del primer quart de la cadena proteica.

## Gen de Huntington
La huntingtina (htt) és una proteïna codificada pel gen de Huntington (HTT), localitzat al braç curt (p) del cromosoma 4 a la posició 16.3. El locus del
HTT és força gran, format per 180 kilobases (kb) i 67 exons. Les regions transcrites varien de 10,3 kb a 13,7 kb, aquesta última expressada sobretot al cervell. El primer exó conté una seqüència repetida de codons CAG, que correspon a l'aminoàcid glutamina, que varia de 6 a 26 còpies en individus sans. Els genotips amb el rang de variació de 29 a 35 es consideren inestables, ja que encara que no es relacionen amb la malaltia, són molt susceptibles a canvis durant la
reproducció que habitualment resulten en l'allargament. A partir de 36 repeticions es considera que se sintetitza la huntingtina mutant (mhtt). S'ha demostrat que la llargada de les repeticions CAG és inversament proporcional a l'inici de la malaltia, per aquest motiu entre 36 i 39 es mostren fenotips lleus amb inicis de la malaltia més tardans i a partir de 40 es manifesta completament la malaltia. Els genotips que contenen més de 55 repeticions mostren els primers símptomes durant la segona dècada de la seva vida, causant l'anomenada Malaltia de Huntington Juvenil (JHD), tot i que és molt poc freqüent.

## Funció
És una proteïna ubiqüitària, és a dir que es troba en totes les cèl·lules del cos, però és especialment abundant en les cèl·lules neuronals. No s'ha pogut identificar la funció exacta de la huntingtina, però els nombrosos estudis que s'han realitzat permeten determinar les seves interaccions amb altres components coneguts de la cèl·lula i, per tant, fer-nos una idea del seu funcionament. S'ha descobert la seva implicació en diferents mecanismes cel·lulars importants.

### En el citoplasma
Encara que el rol exacte de la huntingtina no és del tot conegut, s'ha demostrat que és una proteïna principalment citoplasmàtica associada al transport vesicular. Aquest transport es fa al llarg dels microtúbuls del citoesquelet de la cèl·lula i s'ha establert que la huntingtina interactua amb la tubulina beta (β), una de les dues tubulines que formen els microtúbuls. La tubulina β és ubiqüitària i, així com la huntingtina, és particularment abundant en les neurones. Aquesta interacció s'ha pogut observar in vitro i in vivo.
La huntingtina es reparteix per tot el citoplasma, però es concentra sobretot en les zones perinuclears de la cèl·lula i en les regions centrosomals, on es co-localitza amb la tubulina gamma (γ), una tubulina especialitzada dels centrosomes.
De fet, la huntingtina es localitza durant la mitosi en els
fus acromàtics, que són les estructures encarregades de separar els cromosomes
durant la divisió cel·lular. Un estudi ha demostrat que quan la huntingtina és
inactiva, hi ha una localització anormal de la proteïna NuMA (Nuclear mitotic Apparatus
Protein), que és essencial per l'establiment i el manteniment d'una correcta
orientació dels fus acromàtics. A més, també causa la incorrecta localització de la
subunitat p150Glued de la dinactina, una proteïna que s'associa a la
dineïna i que assegura la seva capacitat de moviment al llarg del microtúbuls.
L'associació dineïna/dinactina és essencial per la separació dels cromosomes
durant la mitosi, mitjançant la força de tracció que efectuen sobre els
microtúbuls.
In vitro, aquesta inactivació de la huntingtina es tradueix
en un augment de l'apoptosi post-mitosi; in vivo, s'observa que afecta l'orientació del fus acromàtic i el destí cel·lular en cèl·lules d'embrions. La
huntingtina té doncs un rol significatiu en les cèl·lules durant la divisió.
Aquest paper en el destí cel·lular es veu consolidat per la seva funció anti-apoptòtica. En efecte, un estudi va mostrar que la huntingtina, tan normal com mutada, inhibeix una ruta apoptòtica activada per l'excisió de Pak2 (p21 activated kinase 2). Pak2 és una cinasa expressada ubiqüitariament i s'ha demostrat que quan la cèl·lula rep certs estímuls de mort (com les radiacions UV, xocs de calor o senyals moleculars), Pak2 pot ser seccionada per una caspasa per alliberar el seu fragment C-terminal (Pak2p34). Aquest fragment Pak2p34 és una resposta a un senyal de mort i és un tòxic i un mediador essencial per la mort cèl·lular. En l'excisió de la Pak2 poden intervenir diferents caspases, entre les quals la caspasa-3. La huntingtina no només inhibeix l'activació de la caspasa-3, sinó que també inhibeix l'excisió de Pak2 en si. Això evita que es formi Pak2p34: es pot dir que la huntingtina és un citoprotector i que té una funció anti-apoptòtica.
Segons un estudi, la huntingtina millora el transport vesicular de BDNF a través dels microtúbuls. Aquest transport implica un complex de proteïnes, entre elles la subunitat p150Glued de la dinactina i també HAP-1, essencial per l'efecte estimulant de la huntingtina en el tràfic de BDNF. Quan hi ha una mutació de la huntingtina, una repetició de glutamines a l'inici de la proteïna, aquesta comporta la disminució de les proteïnes juntament amb la dineïna IC i kinesina HC dels microtúbuls. Per tant, el fet d'una reducció de les proteïnes provoca que el transport intracelul·lar disminueixi però sense un bloqueig total, ja que es pot observar en la malaltia de Huntington com aquesta progressa abans de l'aparició dels primers simptomes.

### En el nucli
Si es troba en gran part en el citoplasma de les cèl·lules, estudis han demostrat que també es localitza i actua en el nucli de certes neurones. La seva funció en el nucli és rellevant, ja que s'ha demostrat que la huntingtina, pel seu extrem N-terminal, interactua amb diferents proteïnes que tenen una funció nuclear. Una d'aquestes proteïnes és la CTBP1 (proteïna 1 d'unió a l'extrem C-terminal), un correpressor transcripcional. A més d'això, s'ha observat que també interactua amb el correpressor 1 de receptor nuclear (NCOR1), un altre repressor transcripcional. Així doncs, la huntingtina té un paper en la repressió de la transcripció de gens.

## Implicacions clíniques
Els símptomes clínics de la malaltia de
Huntington són moviments coreics involuntaris, disfunció cognitiva i
problemes psiquiàtrics, principalment depressió i canvis de personalitat. S'ha observat que les zones cerebrals on la plasticitat i activitat neuronal es veu més alterada tant
en pacients com en models amb ratolins són el nucli estriat, l'hipocamp i el
còrtex. Aquesta evidència es pot relacionar amb el quadre clínic de la
malaltia, ja que el nucli estriat i el còrtex estan implicats en les funcions
motores i d'aprenentatge i l'hipocamp és essencial per la memòria espacial i el
reconeixement d'objectes, funcions que es troben alterades a MH.
Una de les causes d'aquesta degeneració cerebral
és la desregulació del factor neurotròfic del cervell (BDNF), la transcripció i
el transport del qual està determinat per la htt. El BDNF és una proteïna que
s'expressa principalment a les zones del cervell més afectades per MH, sobretot
al còrtex. Té un rol essencial en el desenvolupament de les neurones d'aquesta
àrea i a més a més, quan s'uneix al receptor TrkB afavoreix la supervivència de
les neurones i la diferenciació de cèl·lules mare neuronals. En models de
ratolins que no expressaven BDNF s'han obtingut resultats molt semblants als
que pateixen MH, cosa que suporta que la huntingtina mutant disminueix la transcripció del BDNF i l'afinitat del receptor TrkB per aquest. Per aquest motiu s'està estudiant incrementar
l'expressió de BDNF com a tractament per MH, i s'ha aconseguit fer-ho amb
models de ratolins mitjançant diferents tipus d'estímuls externs.
La pèrdua de memòria a llarg termini és també
un símptoma de la Malatia de Huntington. Una de les explicacions possibles és
la sobre activació de la quinasa A (PKA) a l'hipocamp que s'ha observat en
models de ratolins amb MH. És conegut el rol essencial d'aquest enzim en la
formació de memòries a llarg termini i tant un dèficit com excés de la
seva activitat són perjudicials.